# Warrenton (North Carolina)
Warrenton is een plaats (town) in de Amerikaanse staat North Carolina, en valt bestuurlijk gezien onder Warren County.

## Demografie
Bij de volkstelling in 2000 werd het aantal inwoners vastgesteld op 811.
In 2006 is het aantal inwoners door het United States Census Bureau geschat op 751, een daling van 60 (-7,4%).

## Geografie
Volgens het United States Census Bureau beslaat de plaats een oppervlakte van
2,3 km², geheel bestaande uit land. Warrenton ligt op ongeveer 160 m boven zeeniveau.

## Plaatsen in de nabije omgeving
De onderstaande figuur toont nabijgelegen plaatsen in een straal van 24 km rond Warrenton.

## Geboren in Warrenton
- Thomas Bragg (1810-1872), gouverneur van North Carolina (1855-1859), senator en geconfedereerde minister
- Braxton Bragg (1817-1876), beroepsofficier en Zuidelijke generaal tijdens de Amerikaanse burgeroorlog
- Saxby Chambliss (1943), politicus